# Minuskuł 24
Minuskuł 24 (według numeracji Gregory-Aland), A18 (von Soden) – rękopis Nowego Testamentu pisany minuskułą na pergaminie w języku greckim z XII wieku. Zawiera marginalia. Przechowywany jest w Paryżu.

## Opis rękopisu
Kodeks zawiera tekst Ewangelii Mateusza i Marka z luką w Mt 27,20 – Mk 4,22. Zachowało się 240 pergaminowych kart kodeksu (15,2 cm na 7,7 cm); tekst Ewangelii opatrzony został komentarzem.
Tekst Ewangelii pisany jest w 25 linijkach na stronę, tekst komentarza w 58 linijek na stronę. Atrament jest brunatny, inicjały pisane są czerwonym atramentem.
Tekst Ewangelii dzielony jest według κεφαλαια (rozdziałów) oraz według Sekcji Ammoniusza, których numery podano na marginesie. Sekcje Ammoniusza opatrzone zostały odniesieniami do Kanonów Euzebiusza. W górnym marginesie umieszczono τιτλοι (tytuły) rozdziałów. Ponadto lista κεφαλαια (spis treści) poprzedza Ewangelię Marka. Późniejszy kompilator dodał synaksarion.
Tekst Pericope adulterae (Jan 7,53-8,11) został opuszczony przez kopistę.

## Tekst
Grecki tekst Ewangelii reprezentuje tekst bizantyński. Aland zaklasyfikował go do Kategorii V.

## Historia
Paleograficznie datowany jest przez INTF na wiek XII. Na listę rękopisów Nowego Testamentu wciągnął go Wettstein. Rękopis badali Griesbach, Scholz, Cramer (Catena do Marka), Henri Omont, oraz Paulin Martin.
Obecnie przechowywany jest we Francuskiej Bibliotece Narodowej w Paryżu, pod numerem katalogowym Gr. 178.
Nie jest cytowany w naukowych wydaniach greckiego Novum Testamentum Nestle–Alanda (NA26, NA27).